# Bataille de Rakvere
Croisade livonienne
Batailles
- 1re Cēsis (1210) (en)
- Ümera (1210) (en)
- 1re Viljandi (1211) (en)
- Lehola (1215) (en)
- Riga (1215) (en)
- Otepää (1217) (en)
- Saint-Matthieu (1217) (en)
- Lyndanisse (1219)
- Lihula (1220)
- Tallinn (1221) (en)
- 2e Viljandi (1223) (en)
- Tartu (1224) (en)
- Muhu (1227) (en)
- Saule (1236)
- Neva (1240)
- Izborsk (1241)
- lac Peïpous (1242)
- Embutė 1244 (lt)
- 2e Cēsis (1245) (lt)
- Durbe (1260)
- Rakvere (1268)
- Kernavė (1279)
- Garoza (1287) (en)

La bataille de Rakvere connue également sous les noms de bataille de Rakovor ou bataille de Wesenberg sera déroula en 1268, près de la ville de Rakvere, entre les troupes coalisées des Chevaliers teutoniques, danoises et estoniennes d'une part et les forces russes d'autre part.

## Contexte

Carte de la confédération livonienne en 1260.

En 1267, les Novgorodiens organisent une campagne contre la Lituanie, mais en raison de désaccords entre le commandement, la campagne n’a pas lieu. Au lieu de cela, les troupes envahissent l'Estonie danoise et s’approchent du château de Rakvere, mais après la mort de sept hommes de l’armée à cause des flèches, ils se retirent et se tournent vers le grand-duc de Vladimir Iaroslav III, qui envoie à sa place ses fils Sviatoslav et Michel Iaroslavitch, ainsi que Dimitri Vladimirski et d’autres princes. À Novgorod, la fabrication d’armes de siège pour la campagne à venir commence. Entre le 1er mars et le 31 décembre 1267, les évêques et les chevaliers de Riga, d'Estonie et de Dorpat arrivent à Novgorod, pour demander la paix.
Le 23 janvier, la campagne commence. Les troupes russes entrent dans la province de Virumaa, qui appartient aux Danois.

## Déroulement de la bataille
La bataille se déroule le 28 février 1268. Les forces russes sont au nombre de 30 000 soldats. Les Croisés livoniens, danois et estoniens, au nombre d'environ 25 000, sont dirigés par le Maître de l'Ordre livonien Otto von Lutterberg et Alexandre de Dorpat.
Face au forces supérieures russes, les Livoniens et leurs alliés séparent leurs forces en deux formations déployées largement afin d'éviter tout encerclement de leurs forces par l'armée russe. La première formation attaquant les Russes et la seconde tenue en embuscade doit attaquer par la suite. Mais cette tactique échoue face à la puissance des forces engagées côté russe et à la tactique rusée de faire croire à l'ennemi que la première formation, pourtant encerclée par les russes, finit par repousser les forces slaves. La seconde formation sortie des bois afin de poursuivre l'ennemi jusqu'à son camp. Les Russes contre-attaquent vaillamment et poursuivent les chevaliers croisés dans leur retraite précipitée.

## Bilan
L'Ordre Livonien perd près de 12 000 combattants dont les évêques Alexandre de Dorpat et Alexandre de Riga, et met plus de trente ans à reconstituer ses forces. Les forces russes perdent environ 5 000 soldats.